# Solko van den Bergh
Solko Johannes van den Bergh (ur. 4 czerwca 1854, Haga, zm. 25 grudnia 1916, Haga) – holenderski strzelec, medalista olimpijski.
Urodził się w Hadze. Studiował prawo; z zawodu był notariuszem. Był prezesem miejscowego klubu strzeleckiego Oranje Nassau. Organizował liczne turnieje strzeleckie na terenie Holandii. W 1897, wraz ze swoim przyjacielem Henrikiem Sillemem oraz Francuzem François Monodem, zorganizowali pierwsze mistrzostwa świata (ówczesna nazwa: międzynarodowe spotkania strzeleckie). Odbyły się one w Lyonie.
Brał udział w Letnich Igrzyskach Olimpijskich 1900. Został sklasyfikowany w pięciu konkurencjach indywidualnych i dwóch drużynowych. Najlepsze rezultaty osiągnął w strzelaniu z pistoletu dowolnego, w którym zajął 18. miejsce w zawodach indywidualnych i trzecie w drużynowych, które dały mu brązowy medal.
Zawody w Paryżu były również traktowane jako mistrzostwa świata, więc van den Bergh jest formalnie także brązowym medalistą mistrzostw globu. Poza tym nigdy nie zdobywał medali na globalnych czempionatach.
Jego syn Gerard, również był strzelcem sportowym (był medalistą mistrzostw świata i uczestnikiem igrzysk olimpijskich). Startował też w Paryżu w 1900, jednak były to zawody dla początkujących strzelców (nie wlicza się ich do programu igrzysk olimpijskich w Paryżu).

## Wyniki olimpijskie
| Igrzyska | Konkurencja                                     | Wynik                                                                                            | Miejsce     | Źródło |
| -------- | ----------------------------------------------- | ------------------------------------------------------------------------------------------------ | ----------- | ------ |
| IO 1900  | Pistolet dowolny, 50 m                          | 331 punktów                                                                                      | 18 (na 20)  | [ 3 ]  |
| IO 1900  | Pistolet dowolny, 50 m, drużynowo               | 1876 punktów drużynowo (331 punktów indywidualnie)                                               | 3 (na 4)    | [ 4 ]  |
| IO 1900  | Karabin dowolny, trzy postawy, 300 m            | 805 punktów Pozycja leżąca: 292 punkty Pozycja klęcząca: 274 punkty Pozycja stojąca: 239 punktów | 27 (na 30)  | [ 5 ]  |
| IO 1900  | Karabin dowolny, trzy postawy, 300 m, drużynowo | 4221 punktów drużynowo (805 punktów indywidualnie)                                               | 5 (na 6)    | [ 6 ]  |
| IO 1900  | Karabin dowolny klęcząc, 300 m                  | 274 punkty                                                                                       | 20 (na 30)  | [ 7 ]  |
| IO 1900  | Karabin dowolny leżąc, 300 m                    | 292 punkty                                                                                       | 20 (na 30)  | [ 8 ]  |
| IO 1900  | Karabin dowolny stojąc, 300 m                   | 239 punktów                                                                                      | 26T (na 30) | [ 9 ]  |